# Римски републикански управители на Галия
Това е списък на римските републикански управители на Галия, която се дели на Цизалпийска Галия (днес Италия) и на Нарбонска Галия (днес южна Франция):

## Командири в римско-галските войни
пр.н.е.
- 390 (или 387): Марк Фурий Камил
- 367: Марк Фурий Камил
- 361: T. Quinctius Poenus Capitolinus Crispinus
- 360: Q. Servilius Ahala
- 360: Q. Poetelius Libo (Visolus or Balbus)
- 359: C. Sulpicius Peticus
- 349: M. Furius Camillus
- 332: M. Papirius Crassus
- 295: Квинт Фабий Максим Рулиан
- 295: Публий Деций Муз
- 283: Публий Корнелий Долабела
- 283: Cn. Domitius Calvinus Maximus
- 283: Луций Цецилий Метел Дентер
- 283: Маний Курий Дентат
- 282: Квинт Емилий Пап

## Галски управители 125 – 42 пр.н.е.
Нарбонска Галия (Трансалпина), Цизалпийска Галия (Цизалпина), Галия (Галия трансалпина)
- 125 – 123: Трансалпина Марк Фулвий Флак
- 123 – 122: Трансалпина Гай Секстий Калвин
- 122 – 120: Трансалпина Гней Домиций Ахенобарб
- 121 – 120: Трансалпина Квинт Фабий Максим
- 116: Цизалпина Луций Цецилий Метел Диадемат (?)
- 115: „Галия“ Марк Емилий Скавър
- 109 – 108: „Галия“ Марк Юний Силан
- 107: Трансалпина Луций Касий Лонгин
- 106 – 105: Трансалпина Квинт Сервилий Цепион
- 105: Трансалпина Гней Малий Максим
- 104: Трансалпина Гай Флавий Фимбрия
- 102 – 101: Трансалпина Гай Марий
- 102 – 101: Цизалпина Квинт Лутаций Катул
- 95: Цизалпина Квинт Муций Сцевола
- 94: „Галия“ вер. Цизалпина Луций Лициний Крас
- 91: Narbonensis Марк Порций Катон
- 85?–81: Цизалпина (?), Трансалпина Гай Валерий Флак
- 78: Трансалпина Луций Манлий
- 77: Трансалпина Марк Емилий Лепид
- 74 – 73: Цизалпина Гай Аврелий Кота
- 77?/74?–74?/72?: Трансалпина Марк Фонтей
- 72: Цизалпина Гай Касий Лонгин
- 67 – 65: Цизалпина, Трансалпина|Гай Калпурний Пизон
- 64 – 63: Трансалпина Луций Лициний Мурена
- 62: Цизалпина Квинт Цецилий Метел Целер
- 62 – 60: Трансалпина Гай Помптин
- 60: Трансалпина Квинт Цецилий Метел Целер
- 59: Цизалпина Луций Афраний
- 58 – 47: Трансалпина, Цизалпина Гай Юлий Цезар
- 49: Цизалпина Марк Консидий Нониан
- 49: Трансалпина Луций Домиций Ахенобарб
- 48 – 46: Трансалпина Децим Юний Брут Албин
- 46 – 45: Цизалпина Марк Юний Брут
- 45: Трансалпина Авъл Хирций
- 45 – 44: Цизалпина Гай Вибий Панза Цетрониан
- 44 – 43: Narbonensis, Hispania Citerior Марк Емилий Лепид
- 44 – 43: Трансалпина Луций Мунаций Планк
- 44 – 43: Цизалпина Децим Юний Брут Албин
- 44 – 42: Цизалпина, Трансалпина Марк Антоний